# Cydosia jamaicensis
Cydosia jamaicensis là một loài bướm đêm trong họ Erebidae.